# Geoffrey Blake
Geoffrey Lewis Blake (n. 20 august 1962, Baltimore, America Britanică⁠(d), Regatul Marii Britanii) este un actor american de film, televiziune, și voce.

## Legături externe
- Geoffrey Blake la Internet Movie Database